# Takenoko
Takenoko è un gioco da tavolo in stile tedesco di Antoine Bauza pubblicato nel 2011 da Matagot in Francia e da Asterion Press in Italia. 
Nel 2012 il gioco ha vinto il premio As d'Or in Francia e il premio Spiel der Spiele in Austria. 

## Ambientazione
Lo scopo del gioco è coltivare, irrigare e far crescere una piantagione di bambù evitando che un goloso panda si mangi le piante. Il nome deriva dal giapponese 竹の子, letteralmente germoglio di bambù. 

## Svolgimento
Il gioco si svolge su tessere esagonali rappresentanti le piantagioni di bambù distinte per colore verde, giallo e rosa. All'inizio si posiziona la tessera Stagno al centro del tavolo e su di essa si collocano le miniature raffiguranti il panda e il giardiniere. Le piantagioni saranno aggiunte durante la partita in modo che:
- la nuova tessera tocchi lo Stagno, oppure
- la nuova tessera ne tocchi almeno altre due (una delle quali può essere lo Stagno).

Durante il loro turno i giocatori (tranne al primo round) lanciano un dado per determinare il tempo atmosferico: in base all'esito del tiro beneficeranno di un bonus. È possibile eseguire solo due delle cinque azioni per turno (ogni azione può essere eseguita una sola volta per turno) che sono:
- Nuovo terreno: il giocatore pesca 3 tessere Piantagione, ne sceglie una che posiziona sul campo e mette le altre due in fondo al tallone da dove ha pescato. Se la nuova tessera è posizionata accanto allo Stagno, vicino a un canale di irrigazione oppure ha stampata la miglioria Pozza d'acqua sulla piantagione, si considera irrigata e una sezione di bambù vi cresce sopra immediatamente.
- Canale: il giocatore guadagna un canale di irrigazione che può posizionare sul campo oppure tenere nella propria riserva per poterlo giocare successivamente in un qualunque momento durante il suo turno. I canali vengono messi a formare una rete ininterrotta che parte da (almeno) uno spigolo dello Stagno e si dirama attraverso i lati delle tessere. Una piantagione si considera irrigata solo se è accanto allo Stagno, ha una miglioria Pozza d'acqua o ha almeno un lato occupato da un canale: se il campo non è irrigato non può crescervi il bambù.
- Giardiniere: il giardiniere si prende cura del campo facendo crescere le piante di bambù. Immaginando delle rette che intersecano ortogonalmente i lati dell'esagono su cui si trova attualmente il giardiniere, il giocatore muove la miniatura su una qualunque tessera raggiunta dalle rette, ricordando che non è possibile posizionare la pedina su piantagioni che si trovano oltre uno spazio vuoto del campo. La piantagione che ospiterà il giardiniere, se irrigata, guadagna una sezione di bambù (fino ad un massimo di 4 sezioni): lo stesso accade alle altre tessere dello stesso colore adiacenti a questo terreno che siano irrigate.
- Panda: il panda mangia il bambù delle piantagioni, e si muove nello stesso modo del giardiniere. Il giocatore che posiziona il panda su un terreno dove c'è il bambù prende una sezione della pianta e la pone nella propria riserva.
- Carta: il giocatore pesca una carta da uno dei tre mazzi obiettivo e la pone nella propria mano. Il numero massimo di carte che si possono tenere è 5, non è possibile pescarne di ulteriori se si è raggiunto il limite.

Concluse le due azioni, il turno passa al giocatore alla sinistra.

### Dado
Il dado determina il tempo atmosferico del giocatore di turno apportando uno dei cinque bonus previsti, che sono:
- Sole: dà diritto ad un'azione supplementare;
- Pioggia: permette di collocare una sezione di bambù su un terreno irrigato a sua scelta;
- Vento: il giocatore può eseguire una stessa azione due volte;
- Temporale: il panda viene spostato in un qualunque punto del campo, mangiando una sezione di bambù;
- Nuvole: il giocatore prende una miglioria che può piazzare su una piantagione oppure porre nella propria riserva giocandola in un qualunque momento durante il suo turno.

Sulla sesta faccia è presente un punto interrogativo: se esce, consente al giocatore di scegliere uno dei cinque bonus precedenti.

### Obiettivi
Scopo del gioco è soddisfare i requisiti riportati sulle carte obiettivo per guadagnare i relativi punti vittoria. Esistono tre tipi di carte obiettivo:
- Carte terreno: raffigurano una disposizione di 3 o 4 terreni. Per completare questo obiettivo, la configurazione deve essere riprodotta nel campo;
- Carte giardiniere: riportano il colore e il numero di sezione e di piante. Per completare questo obiettivo, la configurazione deve essere riprodotta nel campo;
- Carte panda: indicano 2 o 3 sezioni di bambù dal colore uguale o diverso. Per completare questo obiettivo, il giocatore deve possedere le sezioni richieste nella propria riserva.

Quando le condizioni richieste da un obiettivo sono soddisfatte, il giocatore mostra la carta e la pone a faccia in su accanto a sé guadagnandone i punti vittoria.

### Migliorie
Le migliorie sono segnalini che apportano un beneficio al terreno sul quale vengono messe. Un terreno può ospitare una sola miglioria che non può essere rimossa. Esistono 3 tipi di migliorie:
- Recinto: impedisce al panda di mangiare il bambù della piantagione;
- Fertilizzante: ogni volta che il bambù cresce si aggiungono due sezioni anziché una;
- Pozza d'acqua: la piantagione è automaticamente irrigata e non ha bisogno di canali per far crescere il bambù. Nessuna piantagione con questa categoria può essere usata come partenza di un nuovo sistema di irrigazione.

### Fine partita
Quando uno dei giocatori soddisfa un numero di obiettivi dipendente dal numero di partecipanti (9 per due giocatori, 8 per tre, 7 per quattro) gli avversari hanno diritto ad un ultimo turno. Il giocatore che ha raggiunto per primo il numero di obiettivi previsti guadagna la carta Imperatore aggiudicandosi così 2 punti aggiuntivi. Solo gli obiettivi soddisfatti concorrono alla somma dei punti, le carte rimaste in mano vengono scartate. Vince chi ha raggiunto il punteggio più alto. In caso di parità, vince il giocatore con il maggior numero di punti sulle carte panda: se la parità sussiste, la vittoria è condivisa.

## Premi e riconoscimenti
Takenoko ha vinto le edizioni 2012 del premio francese As d'Or nella categoria Jeu de l'Année e del premio austriaco Spiel der Spiele nella categoria Spielehit für Familien.